# Miquel Cihumne
Miguel Cihumne (en llatí Michael Chumnus) fou un jurista romà d'Orient i canonista que fou nomofilax i després metropolità de Tessalònica.
Va viure al segle xiii en temps de Nicèfor Blemmides patriarca de Constantinoble, i va escriure diverses obres entre elles περὶ τῶν Βαλσαμῶν τῆς συγγενείας. Va fer alguns escolis a la Basilica, una obra jurídica de Lleó VI el Filòsof que incorpora un gran nombre de lleis i constitucions (codis) anteriors.